# Eitel Cantoni
Pour les articles homonymes, voir Cantoni.
Eitel Cantoni, né le 4 octobre 1906 à Montevideo et mort le 6 juin 1997 dans sa ville natale, est un ancien pilote automobile uruguayen. Il a notamment disputé trois Grands Prix de championnat du monde en 1952.

## Résultats en championnat du monde de Formule 1
| Saison | Écurie                 | Châssis        | Moteur              | Pneus   | GP disputés | Points inscrits | Classement |
| ------ | ---------------------- | -------------- | ------------------- | ------- | ----------- | --------------- | ---------- |
| 1952   | Escuderia Bandeirantes | Maserati A6GCM | Maserati 6 en ligne | Pirelli | 3           | 0               | non classé |